# Santo Domingo Norte
Santo Domingo Norte é um município da República Dominicana pertencente à província de Santo Domingo. Inclui um distrito municipal: La Victoria.
Sua população estimada em 2012 era de 705 983 habitantes.

## Visão geral
Santo Domingo Norte foi criado como município em 2001 pela lei nº 163-01, dividindo a província de Santo Domingo do Distrito Nacional, incluindo as partes da região metropolitana de Santo Domingo, ao norte do rio Isabela.